# Dorisiella scolelepidis
Dorisiella scolelepidis is een soort in de taxonomische indeling van de Myzozoa, een stam van microscopische parasitaire dieren. Het organisme komt uit het geslacht Dorisiella en behoort tot de familie Caryotrophidae. Dorisiella scolelepidis werd in 1930 ontdekt door Ray.